# Camille Muffat
Pour les articles homonymes, voir Muffat.

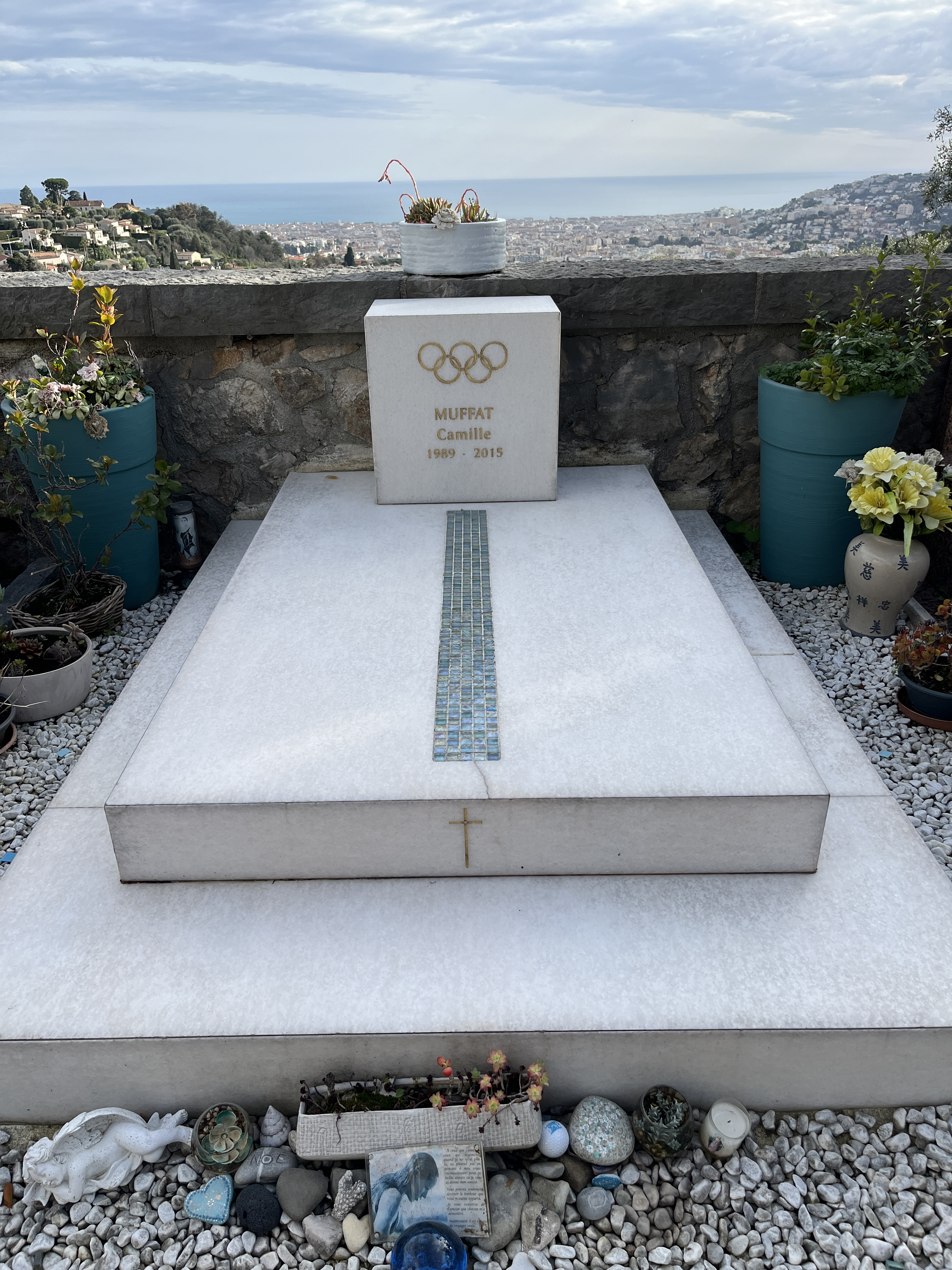
Sépulture de Camille Muffat au cimetière de Gairaut à Nice.

Camille Muffat, née le 28 octobre 1989 à Nice et morte le 9 mars 2015 à Villa Castelli en Argentine, est une nageuse française.
Licenciée au club de l'Olympic Nice Natation et spécialiste du quatre nages puis de la nage libre, dont la carrière sportive s'étend de 2005 à 2014, elle est considérée comme l'une des plus grandes nageuses françaises.
Elle se révèle au plus haut niveau à l'âge de 15 ans, en battant Laure Manaudou sur 200 m 4 nages lors des Championnats de France 2005, et en lui subtilisant son record de France. Elle est championne d'Europe sur cette distance en petit bassin à Debrecen en 2007. À partir de 2010, elle se consacre exclusivement à la nage libre, et remporte son premier titre mondial sur 200 m en petit bassin à Dubaï.
Lors des Jeux olympiques de Londres, elle remporte trois médailles : l'or sur 400 mètres nage libre le 29 juillet 2012, puis l'argent sur 200 mètres nage libre, et enfin le bronze sur le relais 4 × 200 mètres nage libre. Un jour avant Yannick Agnel, son coéquipier du club de Nice et futur vainqueur du 200 mètres nage libre, Camille Muffat devient la quatrième Française à remporter un titre olympique individuel en natation après Jean Boiteux en 1952, Laure Manaudou en 2004 et Alain Bernard en 2008.
Elle est également la troisième Française, après l'athlète Micheline Ostermeyer en 1948 et la nageuse Laure Manaudou en 2004, à avoir remporté trois médailles olympiques lors d'une même édition.
Elle annonce sa décision de prendre sa retraite sportive en juillet 2014. Le 9 mars 2015, elle meurt dans un accident d'hélicoptère près de Villa Castelli dans la province de La Rioja en Argentine, au cours du tournage de l'émission de télé-réalité Dropped.

## Biographie

### Jeunesse
Camille Marie Manuella Muffat est la deuxième d'une famille de trois enfants ; elle a une sœur aînée, Chloé, et un frère, Quentin. Ses parents, Guy, kinésithérapeute, et Laurence, assistante maternelle, font un peu de sport : sa mère pratique la natation au niveau régional et son père différents sports, comme la boxe et le vélo, sans grand résultat. Après un Bac S, elle rejoint une école de commerce à Sophia Antipolis. Toutefois, la natation qu'elle pratique en Sport-étude depuis ses années de collège, déjà sous la direction de Fabrice Pellerin, l'empêche de persévérer.

### Parcours sportif

#### Révélation nationale et parcours junior (2005-2006)
Âgée de 15 ans, Camille Muffat s'illustre en 2005 en battant Laure Manaudou sur l'épreuve du 200 mètres quatre nages lors des championnats de France à Nancy. En 2012, elle se souvient ne pas avoir été prête à cela : « Je n'étais pas du tout prête à ça. Du fait que c'était Laure, tous les médias se sont emballés. C'était difficile d'être comparée tout le temps à elle. On la montait contre moi, j'avais trois ans de moins, je me disais qu'un jour elle allait m'insulter ! ». Elle s'approprie par ailleurs le record national jusque-là détenu par la championne olympique du 400 mètres nage libre (2 min 15 s 30 contre 2 min 15 s 63). Quelques mois plus tard, Camille Muffat remporte le titre européen junior à Budapest sur cette même épreuve du 200 mètres quatre nages (avec un nouveau record de France) et décroche la médaille d'argent sur 100 mètres nage libre.

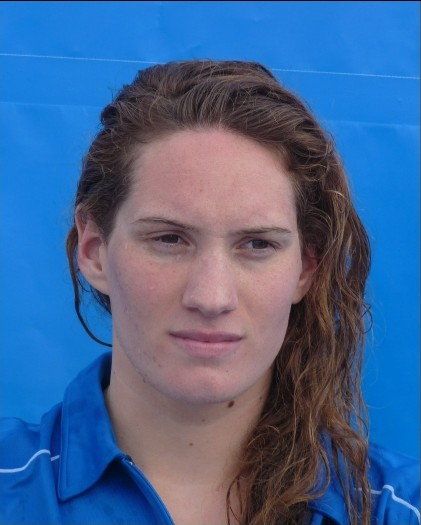
Camille Muffat en juin 2012.

En 2006, Camille Muffat participe pour la première fois aux championnats d'Europe seniors sur le relais 4 ×100 mètres nage libre. Un mois plus tard, en août 2006, elle remporte quatre médailles dont une en or à l'occasion des championnats du monde juniors de Rio de Janeiro. En décembre 2006, elle obtient son premier podium international lors de l'Euro en petit bassin de Helsinki.

#### Premiers titres internationaux (2007-2008)
Après une première sélection pour les championnats du monde à Melbourne en mars 2007, elle franchit un palier à la fin de l'année en décrochant son premier sacre européen parmi les seniors. En effet, lors de l'Euro en petit bassin 2007 à Debrecen en Hongrie, elle enlève la victoire sur 200 mètres quatre nages avant de décrocher le bronze sur 400 mètres quatre nages.
En mars 2008, aux championnats d'Europe en grand bassin de Eindhoven, elle décroche le bronze sur le 200 mètres quatre nages, sa première médaille européenne seniors en grand bassin. En avril de la même année, à l'occasion des championnats de France à Dunkerque qualificatifs pour les Jeux olympiques de Pékin, elle enlève le premier jour des compétitions le titre sur le 400 mètres quatre nages et établit un record de France ex æquo avec Joanne Andraca. Deux jours plus tard, elle remporte le 200 mètres quatre nages et bat le record de France du 200 mètres quatre nages de Laure Manaudou, en 2 min 11 s 15. Lors de cette semaine de championnats de France, Camille Muffat se qualifie pour les Jeux olympiques de 2008 sur 200 mètres quatre nages, 400 mètres quatre nages et le relais 4 × 200 mètres nage libre. Lors des deux épreuves de quatre nages des Jeux de Pékin, elle ne parvient pas à se qualifier pour les finales, terminant respectivement douzième et dix-neuvième des 200 et 400 mètres. Avec le relais 4 × 200 mètres nage libre, elle termine avec ses coéquipières Alena Popchanka, Céline Couderc, Coralie Balmy et Ophélie-Cyrielle Étienne cinquième d'une course remportée par les Australiennes.
En décembre, lors des championnats d'Europe en petit bassin de Rijeka, elle termine deuxième du 400 mètres nage libre, devancée par Coralie Balmy. Elle termine cinquième lors des deux épreuves de quatre nages.

#### Saison post-olympique difficile (2009)
Pour la saison en grand bassin, elle est devancée par Balmy sur les deux distances du 200 et 400 mètres, et remporte le titre du 200 mètres quatre nages lors des championnats de France de Montpellier. Lors des Mondiaux de Rome, elle dispute la finale du 200 mètres quatre nages, terminant septième. Elle dispute également la finale du 4 × 200 mètres nage libre, le relais français terminant à la huitième place.
Lors de la compétition internationale suivante, les championnats d'Europe en petit bassin d'Istanbul en décembre 2009, elle termine sixième des deux finales auxquelles elle participe, le 200 mètres nage libre et le 200 mètres quatre nages.

#### Reconversion en crawl et premières récompenses mondiales (2010-2011)
À Saint-Raphaël, lors des championnats de France en grand bassin, elle remporte deux titres, le 200 mètres nage libre et 200 mètres quatre nages, et termine deuxième derrière Balmy sur le 400 mètres nage libre. Favorite du 200 mètres quatre nages des championnats d'Europe 2010 à Budapest, course où elle annonce viser la médaille d'or, elle est encore en tête après la brasse, troisième discipline, mais se fait remonter par la Hongroise Katinka Hosszú qui l'emporte, la Française terminant finalement quatrième. Le même jour, le relais français du 4 × 200 mètres nage libre composé de Coralie Balmy, Ophélie-Cyrielle Étienne, Margaux Farrell et Muffat termine deuxième derrière les Hongroises, la Hongroise Evelyn Verraszto prenant le meilleur sur Camille Muffat lors du dernier relais. Deux jours plus tard, elle termine à nouveau quatrième, sur le 200 mètres nage libre, course remportée par l'Italienne Federica Pellegrini.
À la suite de ces résultats, pas à la hauteur des objectifs affichés, son entraîneur Fabrice Pellerin la somme de choisir entre les disciplines du quatre nages et du crawl. Désormais spécialiste du crawl, elle remporte les quatre courses des championnats de France à Chartres, les 50 mètres, 100 mètres, 200 mètres et 400 mètres, réussissant également le record de France du 100 mètres. Le même mois, elle dispute les Mondiaux en petit bassin de Dubaï. Elle remporte un premier titre mondial en s'imposant sur le 200 mètres nage libre devant l'Américaine Katie Hoff et l'Australienne Kylie Palmer. Elle remporte une deuxième médaille mondiale, le bronze avec le relais du 4 × 200 mètres nage libre composé de Coralie Balmy, Ophélie-Cyrielle Étienne, Mylène Lazare.
Lors des championnats de France de Strasbourg, elle obtient sa qualification pour les Mondiaux de Shanghai sur les quatre distances du 100, 200, 400 et 800 mètres, obtenant quatre titres de championne de France. Lors de ces Mondiaux, elle remporte une médaille de bronze sur le 400 mètres, finissant troisième derrière Federica Pellegrini et la Britannique Rebecca Adlington. Trois jours plus tard, elle obtient le même résultat lors du 200 mètres nage libre, course une nouvelle fois remportée par l'Italienne Pellegrini. Le relais 4 × 200 m nage libre qu'elle compose avec Coralie Balmy, Charlotte Bonnet et Ophélie-Cyrielle Étienne termine quatrième.

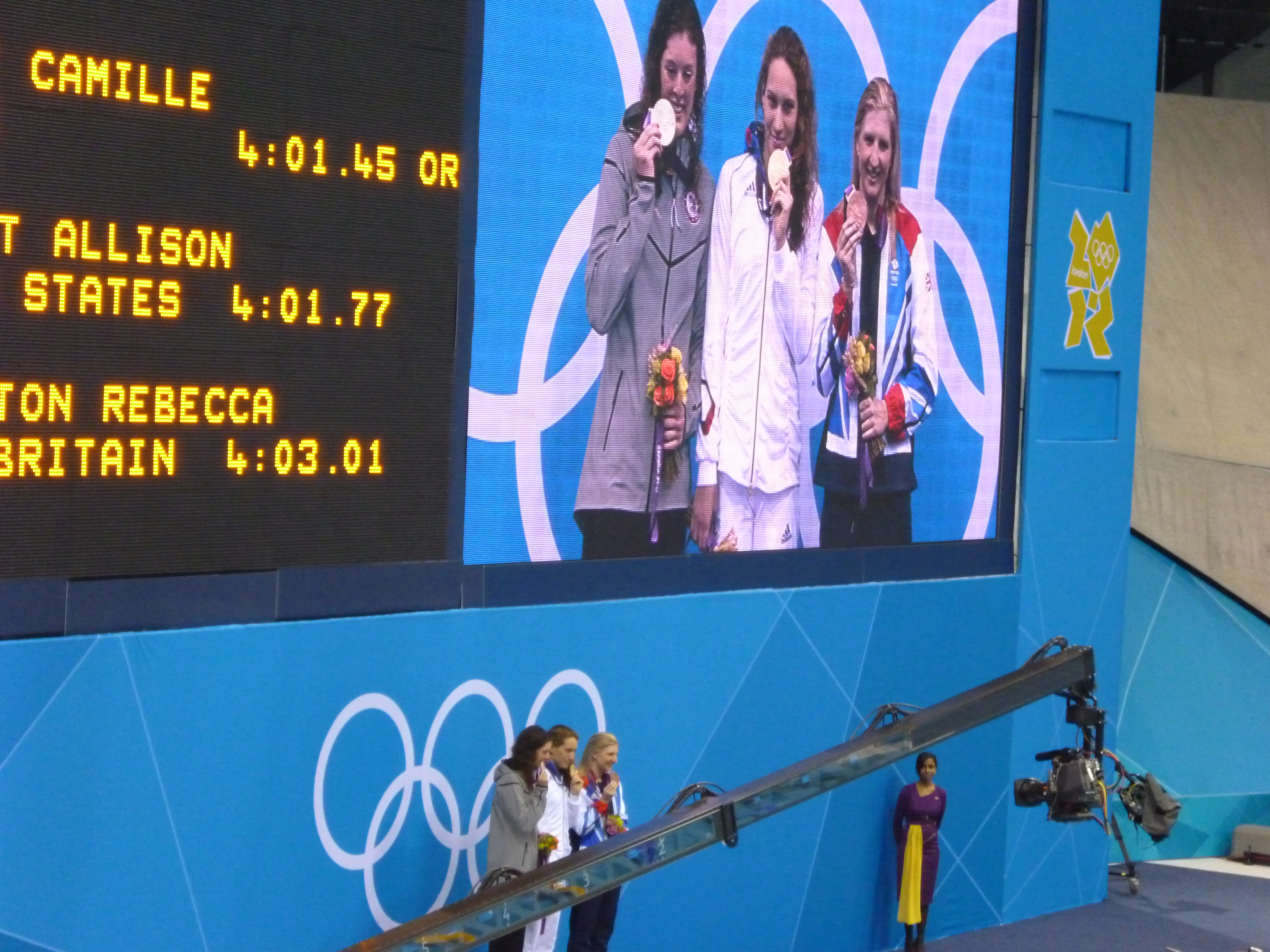
Podium du 400 mètres des Jeux de 2012.

#### Triple médaillée olympique (2012)
Le 19 mars 2012, lors des championnats de France de Dunkerque, elle devient championne de France du 400 mètres nage libre en établissant un nouveau record de France à 4 min 1 s 13, effaçant la précédente marque de Laure Manaudou effectuée en août 2006 aux Championnats d'Europe à Budapest (4 min 2 s 13, record du monde à l'époque). Elle se qualifie ainsi pour les Jeux olympiques de Londres sur cette distance. Il s'agit alors, à ce moment-là, de la meilleure performance mondiale de l'année. Deux jours plus tard, elle remporte également le titre en 200 mètres nage libre et établit un nouveau record de France à 1 min 54 s 87, après l'avoir déjà porté à 1 min 55 s 40 la veille. Elle efface ainsi des tablettes le précédent record de Laure Manaudou datant de mars 2007 à Melbourne lors des championnats du monde, et qui s'établissait alors à 1 min 55 s 52, record du monde de l'époque. Camille Muffat se qualifie ainsi pour les Jeux olympiques pour cette spécialité.
Lors de ces Jeux, elle apporte la première médaille d'or à la délégation française en s'imposant le 29 juillet 2012 sur 400 mètres nage libre en 4 min 1 s 45 devant l'Américaine Allison Schmitt et la Britannique Rebecca Adlington, ce temps lui permettant également de battre le record olympique de la distance. Ce titre est le cinquième obtenu par un nageur français, homme ou femme, après Charles de Vendeville, vainqueur de l'épreuve de nage sous l'eau aux Jeux olympiques de 1900 à Paris, Jean Boiteux vainqueur sur 400 mètres en 1956 à Helsinki, Laure Manaudou, sur la même distance à Athènes en 2004 et Alain Bernard lors du 100 mètres à Pékin en 2008. Le surlendemain, elle termine deuxième du 200 mètres nage libre en 1 min 55 s 58, devancée par l'Américaine Allison Schmitt. Le 1er août 2012, elle remporte également une médaille de bronze avec l'équipe française du relais 4 × 200 mètres nage libre, composée également de Charlotte Bonnet, Ophélie-Cyrielle Étienne et Coralie Balmy en 7 min 47 s 49, nouveau record de France. Avec une médaille d'or, une d'argent et une de bronze, elle égale ainsi la performance de Laure Manaudou lors des Jeux d'Athènes en 2004 et devient aussi la troisième Française après Micheline Ostermeyer et Laure Manaudou à gagner trois médailles lors d'une même édition des Jeux olympiques.
Lors des championnats de France en petit bassin à Angers, elle bat le record du monde du 800 mètres nage libre, jusque-là détenu par l'Italienne Alessia Filippi qui a réalisé 8 min 4 s 53 en 2008 à Rijeka. Elle l'améliore de plus de trois secondes puisqu'elle réalise 8 min 01 s 06. Quelques jours plus tard, le 24 novembre, lors des championnats d'Europe en petit bassin à Chartres, elle remporte l'or sur 400 mètres nage libre, en établissant un nouveau record du monde en 3 min 54 s 85, détenu auparavant par la Britannique Joanne Jackson. Elle gagne également les courses sur le 200 mètres nage libre en 1 min 52 s 20, devançant sa compatriote Charlotte Bonnet et sur le 4 × 50 mètres nage libre mixte avec Frédérick Bousquet, Florent Manaudou et Anna Santamans.

#### Saison en demi-teinte (2013)
À Rennes, le 9 avril 2013, elle devient championne de France du 400 mètres nage libre, pour la troisième fois consécutive. Elle signe un temps de 4 min 4 s 16 soit la meilleure performance mondiale de l'année (MPMA). Lors de ces championnats de France, elle remporte ensuite le 100 mètres nage libre en 53 s 51 (MPMA et record personnel) même si elle échoue à 2 centièmes du record de France et le 200 mètres nage libre en 1 min 55 s 48 (MPMA). Ces performances lui permettent de se qualifier pour les Mondiaux de Barcelone sur ces trois distances.
Mais les Mondiaux 2013 débutent mal pour la nageuse niçoise, qui termine à la septième place de la finale du 400 mètres nage libre à plus de 6 secondes de son temps de championne olympique un an plus tôt. Camille Muffat réagit en remportant le bronze sur 200 mètres, devancée par l'Américaine Missy Franklin et l'Italienne Federica Pellegrini et 4 × 200 mètres nage libre, le relais composé par Coralie Balmy, Charlotte Bonnet, Mylène Lazare et Camille Muffat terminant derrière les Américaines et les Australiennes. Une semaine après ces championnats, Mireia Belmonte prend à Muffat les records du monde en petit bassin du 400 mètres nage libre et du 800 mètres nage libre lors de l'étape de Coupe du monde de Berlin,.
Après ces Mondiaux, elle réduit pendant quelques mois son programme d'entraînement, passant ainsi de deux entraînements quotidiens, où elle parcourt à chaque fois 7 kilomètres, à un seul entraînement d'une distance de 4 à 5 kilomètres. Aux championnats de France en petit bassin de Dijon, elle doit s'incliner sur sa distance favorite du 400 mètres face à Coralie Balmy. Elle termine également troisième du 100 mètres, deuxième du 50 mètres papillon, discipline où elle remporte sa première victoire depuis cinq mois en s'imposant sur le 100 mètres. Le dernier jour de compétition, elle remporte le 200 mètres devant Charlotte Bonnet. Elle se rend ensuite aux championnats d'Europe de Herning. Elle ne parvient pas à se qualifier pour la finale du 200 mètres et termine cinquième du 400.

#### Fin de carrière et retraite sportive (2014)
Lors des Championnats de France 2014 de Chartres, qualificatifs pour les Championnats d'Europe 2014 de Berlin, elle remporte quatre nouveaux titres de championne de France, sur le 100, 200 et 400 mètres nage libre, et le 100 mètres papillon. Elle est également deuxième du 50 mètres nage libre.
Le 12 juillet 2014 à 24 ans, elle annonce au journal L'Équipe mettre un terme à sa carrière.

### Mort
En mars 2015, elle participe au tournage de l'émission Dropped devant être diffusée l'été suivant sur TF1 et présentée par Louis Bodin. Elle y côtoie d'autres sportifs comme Alexis Vastine, Alain Bernard, Jeannie Longo, Florence Arthaud, Sylvain Wiltord, Philippe Candeloro et Anne-Flore Marxer. Le 9 mars 2015, à 140 km à l'ouest de La Rioja, où le tournage se poursuit, deux hélicoptères dans lesquels ont pris place dix personnes, dont Camille Muffat, Alexis Vastine et Florence Arthaud, entrent en collision peu de temps après le décollage. Il n'y a aucun survivant.
Camille Muffat est inhumée au cimetière de Gairaut à Nice le 24 mars 2015.

## Hommages posthumes
- Pendant les mois suivant sa mort, la ville de Nice multiplie les hommages à sa championne. Trois grands portraits de la Niçoise sont exposés au bord de la route de la sixième étape de Paris-Nice[48]. Des portraits sont mis en place dans toutes les piscines municipales de la ville[48]. En octobre 2015, une rue longeant l'Allianz Riviera, l'allée devant le Musée national du Sport, est renommée Camille Muffat[49], tout comme le bassin olympique en son nom[50].
- En 2015, le centre aquatique de la ville de Décines-Charpieu est renommé « Camille Muffat »[51].
- La ville de Rosny-sous-Bois a inauguré en 2016 un « Centre Aquanautique Camille Muffat »[52].
- La ville de Villiers-le-Bel a inauguré en juin 2016 la piscine intercommunale Camille Muffat de Roissy Pays de France[53].
- La première édition de Nager comme Camille en hommage à Camille Muffat s'est tenue à Clichy du 4 au 6 mars 2017. Cette manifestation a pour but de faire nager des célébrités et des inconnus en hommage à la nageuse française[54].
- Le 6 février 2020, dans le Finistère, le conseil municipal de Guilers approuve l'odonymie « rue Camille Muffat » pour un nouveau lotissement communal.
- La ville de Combs-la-Ville a inauguré un centre aquatique "Camille Muffat" le 7 Septembre 2020[55].
- À Rouen, l'arrêt de bus situé devant la piscine Guy Boissière est renommé en 2020 « Camille Muffat »[56].
- À Châteauroux, le carrefour giratoire devant le Centre aquatique Balsan'éo porte le nom de « Camille Muffat » depuis le 10 juillet 2021.
- À Portes-lès-Valence, en 2021 une piscine intercommunale porte le nom « Camille Muffat ».
- À Reims, le parvis menant à l'UCPA Sport Station porte le nom de Camille Muffat.
- Federica Pellegrini rend hommage à Camille Muffat lors de son jubilé à Riccione, Italie, le 29 novembre 2021.
- À Grand Quevilly, la ville rend hommage à la nageuse en baptisant sa piscine municipale « Camille Muffat » en 2022.
- La ville de Saint-Rémy, en Saône et Loire a changé le nom de sa piscine au nom de la nageuse.
- La ville de Clichy inaugure le 20 juin 2024 le centre sportif et culturel Camille Muffat en présence de ses parents.

## Style et personnalité
Camille Muffat est d'abord une nageuse de quatre nages, ses points forts se situant en brasse et nage libre, les deux nages terminant la discipline. Toutefois, après s'être fait connaître très tôt, elle n'arrive pas à percer à la hauteur des espoirs qu'elle a suscités. Pellerin estime alors qu'elle doit se spécialiser pour devenir une grande nageuse mondiale, lui laissant le choix entre les disciplines du quatre nages et de la nage libre.
Capable d'un énorme investissement dans le travail, elle se plie aux lourdes charges de travail imposées par son entraîneur Fabrice Pellerin. Ainsi, l'année précédant les Jeux de Londres, elle nage de 15 à 16 kilomètres par jour, dimanche compris. Elle accepte les exigences d'un entraîneur qui est très strict et d'une organisation quasi militaire. Timide, fermée avant ses courses, elle donne une image froide.
Même si Pellerin peut parfois être dur envers ses nageurs, avouant même être plus exigeant envers ses nageuses que ses nageurs et plus particulièrement avec Muffat qu'il estime être en attente de cette attitude, elle est fidèle et respectueuse envers celui-ci. Aussi, elle reste au sein du club de Nice après le départ de Yannick Agnel. Lorsque Fabrice Pellerin s'en prend vivement à Sophie Kamoun, agent de Camille Muffat, elle ne prend pas position, malgré l'amitié et la complicité qui la lie à Kamoun. Elle refuse également de lier sa défaite sur le 400 m des mondiaux de 2013 à cette polémique. Après un nouveau différend peu avant l'open de France disputé à Vichy, elle décide d'arrêter la natation, avouant que ce différend a été un élément déclencheur. Sa fidélité l'empêche de s'engager avec un autre club : elle a souvent dit « qu'arrêter à Nice signifierait arrêter de nager ».

## Revenus, sponsors et autres activités
Pratiquant un sport qui n'est pas la priorité des médias et des sponsors, les revenus de Camille Muffat, aux « montants confidentiels » selon son agent Sophie Kamoun, sont de l'ordre de 500 000 euros d'après une estimation du Figaro. Ceux-ci proviennent d'EDF, dont elle a rejoint le Team EDF avec Yannick Agnel dans le cadre de sa préparation olympique aux Jeux de 2012, et Puressentiel. Parmi ces revenus figurent également les primes olympiques des Jeux de Londres : la France accorde 50 000 euros pour une médaille d'or, 20 000 euros pour une médaille d'argent et 13 000 euros pour le bronze.
Avant les Jeux olympiques de Londres, elle participe avec Yannick Agnel et Fabrice Pellerin à une chronique dans l'Équipe Magazine, chronique où les membres du club de Nice parlent de leur aventure olympique : la préparation, les compétitions et d'autres anecdotes du quotidien.
Le 8 décembre 2012, au Zénith de Limoges, elle est membre du jury de l'élection de Miss France 2013, retransmise en direct sur TF1, au côté d'Alain Delon, président du jury, de Mireille Darc, vice-présidente, de Nikos Aliagas, Frédéric Diefenthal, Adriana Karembeu et Alexandra Rosenfeld.

## Palmarès

### Jeux olympiques
En deux participations aux Jeux olympiques d'été, Camille Muffat a remporté trois médailles olympiques dont une en or. Elle a remporté ses 3 médailles lors de la même olympiade, à Londres en 2012, deux en individuel et une au sein d'un relais français.
| Édition      | Épreuve              | Épreuve              | Épreuve                   | Épreuve                            | Épreuve                            |
| Édition      | 200 m nage libre     | 400 m nage libre     | 4 × 200 m nage libre      | 200 m quatre nages                 | 400 m quatre nages                 |
| Pékin 2008   | -                    | -                    | 5e 7 min 50 s 66          | 12e des demi-finales 2 min 12 s 36 | 19e des demi-finales 4 min 40 s 29 |
| Londres 2012 | Argent 1 min 55 s 58 | Or 4 min 1 s 45 (RO) | Bronze 7 min 47 s 49 (RF) | -                                  | -                                  |

### Championnats du monde

#### En grand bassin
| Édition        | Épreuve                     | Épreuve              | Épreuve             | Épreuve          | Épreuve        | Épreuve        | Épreuve        | Épreuve               | Épreuve           |
| Édition        | 100 m nage libre            | 200 m nage libre     | 400 m nage libre    | 200 m 4 nages    | 400 m 4 nages  | 100 m brasse   | 50 m papillon  | 4 × 200 m nage libre  | 4 × 100 m 4 nages |
| Melbourne 2007 | -                           | -                    | -                   | -                | 15e des séries | 30e des séries | 28e des séries | -                     | Séries            |
| Rome 2009      | -                           | -                    | -                   | 8e 2 min 10 s 85 | -              | -              | -              | 7e 7 min 48 s 44 (RF) | -                 |
| Shanghai 2011  | 9e des demi-finales 54 s 28 | Bronze 1 min 56 s 10 | Bronze 4 min 4 s 06 | -                | -              | -              | -              | 4e 7 min 52 s 22      | Séries            |
| Barcelone 2013 | Séries                      | Bronze 1 min 55 s 72 | 7e 4 min 7 s 67     | -                | -              | -              | -              | Bronze 7 min 48 s 43  | -                 |

#### En petit bassin
| Édition    | Épreuve          | Épreuve          | Épreuve              |
| Édition    | 100 m nage libre | 200 m nage libre | 4 × 200 m nage libre |
| Dubaï 2010 | 4e 52 s 41       | Or 1 min 52 s 29 | Bronze 7 min 38 s 33 |

### Championnats d'Europe

#### En grand bassin
| Édition        | Épreuve          | Épreuve                     | Épreuve              | Épreuve       | Épreuve              | Épreuve              | Épreuve                |
| Édition        | 200 m nage libre | 400 m nage libre            | 200 m 4 nages        | 400 m 4 nages | 4 × 100 m nage libre | 4 × 200 m nage libre | 4 × 100 m quatre nages |
| Eindhoven 2008 | -                | -                           | Bronze 2 min 13 s 63 | 9e des séries | -                    | -                    | -                      |
| Budapest 2010  | 4e 1 min 57 s 58 | 9e des séries 4 min 11 s 40 | 4e 2 min 12 s 04     | -             | 7e 3 min 40 s 17     | Argent 7 min 52 s 69 | 6e 4 min 6 s 76        |

#### En petit bassin
| Édition       | Épreuve           | Épreuve               | Épreuve              | Épreuve              | Épreuve             | Épreuve                   |
| Édition       | 200 m nage libre  | 400 m nage libre      | 200 m 4 nages        | 400 m 4 nages        | 4 × 50 m nage libre | 4 × 50 m nage libre mixte |
| Helsinki 2006 |                   |                       | Argent 2 min 10 s 83 |                      |                     |                           |
| Debrecen 2007 |                   |                       | Or 2 min 9 s 05      | Bronze 4 min 31 s 38 |                     |                           |
| Rijeka 2008   |                   | Argent 3 min 57 s 48  | 5e 2 min 8 s 34      | 5e 4 min 30 s 65     |                     |                           |
| Istanbul 2009 | 6e 1 min 55 s 28  |                       | 6e 2 min 7 s 69      |                      |                     |                           |
| Chartres 2012 | Or 1 min 52 s 20  | Or 3 min 54 s 85 (RM) |                      |                      | 4e 1 min 38 s 43    | Or 1 min 29 s 64          |
| Herning 2013  | Eliminée en série | 5e 4 min 0 s 89       |                      |                      |                     |                           |

### Jeux méditerranéens
Lors des Jeux méditerranéens de Pescara en 2009, Camille Muffat remporte le 200 m 4 nages dans la « piscine Naiadi », en combinaison.

### Championnats de France grand bassin

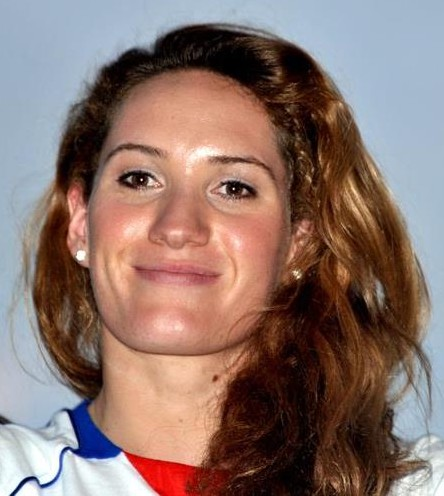
Camille Muffat en août 2012 au défilé des médaillés français des JO 2012.

- Nancy 2005 :
  -  Médaille d'or du 50 m brasse.
  -  Médaille d'or du 200 m 4 nages.
  -  Médaille de bronze du 50 m nage libre.
- Tours 2006 :
  -  Médaille d'or du 50 m brasse.
  -  Médaille de bronze du 200 m 4 nages.
- Saint-Raphaël 2007 :
  -  Médaille d'or du 200 m 4 nages.
  -  Médaille d'or du 400 m 4 nages.
- Dunkerque 2008 :
  -  Médaille d'or du 200 m 4 nages.
  -  Médaille d'or du 400 m 4 nages.
  -  Médaille de bronze du 200 m nage libre.
- Montpellier 2009 :
  -  Médaille d'or du 200 m 4 nages.
  -  Médaille d'argent du 200 m nage libre.
  -  Médaille d'argent du 400 m nage libre.
- Saint-Raphaël 2010 :
  -  Médaille d'or du 200 m nage libre.
  -  Médaille d'or du 200 m 4 nages.
  -  Médaille d'argent du 400 m nage libre.
  -  Médaille d'argent du relais 4 × 100 m nage libre.
- Strasbourg 2011 :
  -  Médaille d'or du 100 m nage libre.
  -  Médaille d'or du 200 m nage libre.
  -  Médaille d'or du 400 m nage libre.
  -  Médaille d'or du 800 m nage libre.
  -  Médaille d'or du relais 4 × 100 m 4 nages.
- Dunkerque 2012 :
  -  Médaille d'or du 200 m nage libre.
  -  Médaille d'or du 400 m nage libre.
- Rennes 2013 :
  -  Médaille d'or du 100 m nage libre.
  -  Médaille d'or du 200 m nage libre.
  -  Médaille d'or du 400 m nage libre.
- Chartres 2014 :
  -  Médaille d'argent du 50 m nage libre.
  -  Médaille d'or du 100 m nage libre.
  -  Médaille d'or du 200 m nage libre.
  -  Médaille d'or du 400 m nage libre.
  -  Médaille d'or du 100 m papillon.

### Juniors
- Championnats du monde juniors de natation en grand bassin 2006 à Rio de Janeiro  Brésil :
  -  Médaille d'or du relais 4 × 100 m nage libre.
  -  Médaille d'or du relais 4 × 200 m nage libre.
  -  Médaille d'argent du 200 m 4 nages.
  -  Médaille de bronze du 50 m nage libre.
  -  Médaille de bronze du 100 m nage libre.

## Records

### Records personnels
Ces tableaux détaillent les records personnels de Camille Muffat en petit et grand bassin.
| Épreuve          | Temps         | Lieu              | Date             | Record           |
| 100 m 4 nages    | 1 min 0 s 14  | Angers, France    | 5 décembre 2008  | Record de France |
| 200 m 4 nages    | 2 min 7 s 69  | Istanbul, Turquie | 12 décembre 2009 | Record de France |
| 400 m 4 nages    | 4 min 31 s 38 | Debrecen, Hongrie | 16 décembre 2007 | Record de France |
| 200 m nage libre | 1 min 52 s 28 | Berlin, Allemagne | 20 octobre 2012  | Record de France |
| 400 m nage libre | 3 min 54 s 85 | Chartres, France  | 24 novembre 2012 | Record de France |
| 800 m nage libre | 8 min 1 s 06  | Angers, France    | 16 novembre 2012 | Record de France |

| Épreuve          | Temps         | Lieu                | Date          | Record           |
| 200 m 4 nages    | 2 min 9 s 34  | Montpellier, France | 26 avril 2009 | Record de France |
| 400 m 4 nages    | 4 min 38 s 23 | Dunkerque, France   | 18 mars 2008  | Record de France |
| 200 m nage libre | 1 min 54 s 87 | Dunkerque, France   | 21 mars 2012  | Record de France |
| 400 m nage libre | 4 min 1 s 13  | Dunkerque, France   | 19 mars 2012  | Record de France |

### Records du monde battus
Camille Muffat a battu deux records du monde à huit jours d'intervalle, quelques mois après avoir remporté trois médailles olympiques, en novembre 2012.
| Épreuve                          | Temps         | Information / Compétition   | Lieu             | Date             |
| 800 m nage libre en petit bassin | 8 min 1 s 06  | Championnats de France 2012 | Angers, France   | 16 novembre 2012 |
| 400 m nage libre en petit bassin | 3 min 54 s 85 | Championnats d'Europe 2012  | Chartres, France | 24 novembre 2012 |

## Récompenses et distinctions
- Chevalière de la Légion d'honneur en 2013[3].
- Champion des champions français par L'Équipe en 2012[70].
- Trophée des femmes en or en 2011[71].

Elle fait partie de la promotion 2016, qui comprend également entre autres Dara Torres, Aaron Peirsol et Bob Bowman, qui est introduite au sein du International Swimming Hall of Fame.